# Einer Ulrich
Einer Ulrich est un joueur danois de tennis né le 6 mai 1896 à Copenhague et mort le 28 février 1969 à Gentofte dans la banlieue de Copenhague.

## Carrière
Joueur du KB Frederiksberg. Ses parents sont Ellen Margrethe (née Wiegell) et Aage Louis Francis Ulrich. Il est promu officier lors de la Première Guerre mondiale.
Joueur de foot pour le Kjøbenhavns Boldklub, il sera arbitre par la suite.
Il fait carrière dans la publicité.
Il est le père de Torben et Jorgen Ulrich joueurs de tennis professionnels et le grand père de Lars Ulrich le batteur du groupe de musique heavy metal Metallica.

## Palmarès

### Titre en simple
- 1930 : Championnat National du Danemark, bat Povl Henriksen (6-4, 12-10, 8-6)

### Finale en simple
- 1931 (Brême) : Championnat International d'Allemagne sur court couvert (terre battue), perd contre le français Pierre Landry (6-3, 2-6, 6-3)
- 1934 (Copenhague) : Championnat International du Danemark sur court couvert (parquet), perd contre le français Henri Cochet (2-6, 6-0, 6-4, 8-6)
- 1936 (Copenhague) : Tournoi de Copenhague, perd contre le norvégien Johan Clausen Haanes (6-2, 3-6, 6-4, 6-2)

## Parcours

### Jeux olympiques
- Aux jeux olympiques de 1924 à Paris
  - Simple : 1/32 (1er tour) perd contre l'hollandais Hendrik Timmer (3-6, 6-2, 6-1, 2-6, 3-6)
  - Double : 1/8 (3e tour) perd contre la paire américaine Watson Washburn / Richard Norris Williams avec son compatriote Erik Tegner

### Coupe Davis
Il joue pour l'Équipe du Danemark de Coupe Davis lors de 28 rencontres au cours desquels il comptabilise en simple 23 victoires pour 7 défaites et en double 1/3, total 39/35 avec pour meilleur succès une finale Europe contre l'Équipe de France de Coupe Davis composé des Mousquetaires Henri Cochet, Jean Borotra et Jacques Brugnon. Il joue Cochet en simple et Borotra/Brugnon en double.

### Grand Chelem
- 1926 il perd au 4e tour (1/8) en simple du tournoi de Wimbledon contre le français Jean Borotra (1-6, 6-2, 4-6, 5-7)
- 1929 il perd au 2e tour (1/32) en simple du tournoi de Wimbledon contre le français René de Buzelet (1-6, 6-2, 4-6, 5-7)[1]

### Championnats du monde de tennis
- Championnats du monde sur court couvert :
  - 1921 (Copenhague) : 1/16 de finale perdu contre Vagn Ingerslev (6-1, 6-3, 6-3)

### Autres
- 1927 : 1/8 finale à Monte Carlo perdu contre le français Christian Boussus (6-2, 6-3)
- 1953 : à 57 ans il atteint les quarts de finale du Copenhague Indoor.